# قصر الصيرفي
قصر الصيرفي، أحد القصور القديمة بالطائف وتعود ملكيته للأسرة آل الصيرفي.

## تاريخ بناء القصر
بني القصر عام 1358هـ على يد أحد أعمدة أسرة آل الصيرفي ومنهم: عباس صيرفي وبكر صيرفي وحسن صيرفي، وتعد أسرة الصيرفي من الأسر العريقة بالطائف وكانت تزاول مهنة الصرافة منذ قديم الزمان. 
وقد استعان آل الصيرفي بمقاولين محليين في بناء القصر على نمط العمارة الحجازية ذي الطابع العمراني المميز والفريد. ولا يستبعد أن يكون الأتراك قد ساهموا في بنائه أو تقديم استشارة في ذلك؛ فاللون العثماني بفنه ورسمه الإسلامي المميز بدى ظاهرًا في بناء هذ القصر

## الموقع
حي السلامة بالطائف.

## الحدود
- من الشمال/ شارع الفارابي.
- من الشرق/ امتداد شارع الجيش بالقرب من مخارج النفق.
- من الغرب / بناء ملاصق ملك للغير.
- من الجنوب/ آثار بستان بن سليمان القديمة وأبنيته.[2]

## هندسة القصر الخارجية
بني على نهج الفن الهندسي المعماري المحلي سواء بالطائف أو منطقة الحجاز، ويتكون القصر من دورين ( طابقين)،، ورغم محدودية مساحة القصر إلا أنه بدا في تشكيلات هندسية بطابع حجري خالص، وعمد منفذو مثل هذه القصور إلى تناول أبعاد النقش الحجري مقتبسًا من نقوش القصور الرخامية الحجرية ذات الأساليب المختلفة في الإنشاء دون تركيز وتأكيد هذه الألوان في أوقات كانت شخصية البناء فيها تعتمد على التقليد والمحاكاة والتفاخر.

## هندسة القصر الداخلية
القصر من الداخل عبارة عن مجموعة غرف متراصة يوجد في أوسطها ديوان في بهو بمساحة غير واسعة ولكنها متناسقة مع حجم البناء بوجه عام، ويوجد سلم وسطي مزدوج متواز يقود إلى الدور الثاني، وللقصر باب وسط على هيئة قوسين متلاصقين برع في رص وتشكيل حجارته وأعمدته بمهارة.
أما جدران القصر فمكسوة من الداخل بالنوره وطلاءات متنوعة ناصعة البياض من الرخام والجبس. كما تم تشكيل الأسقف بأشكال هندسية .
يوجد في القصر قرابة 18 غرفة و6 حمامات ومطبخان، وفناءان مستطيلان في الجهتين الغربية والجنوبية، وكانت مساحتي الفنائين مزروعتين بالزهور والورود لتجميل المبنى ونشر عبق النسيم في القصر.
وللقصر سطح واحد تحيط به الحجارة من كافة جوانبه بطريقة متناسقة وعليه براويز عليها رسومات من الداخل والخارج.

## التكوين الجمالي للقصر
" رغم أنه خلا من الرواشين والرخام والاقواس في هيكله العام الا انه تميز:
- بزخارف هندسية من الحجر في بوابته الوحيدة وكامل اطاره العام
- وتمايز لوني في اختيار ألوان الأحجار التي تبدو بُنيّة وأرجوانية وأقحوانية متناسقة إلى حد كبير رغم أنها أختيرت كمواد خام لا دخل لمعالجة الألوان فيها لكنها رصت مواكبة للبيئة الطائفية وجبالها وأحجارها

أما شبابيك القصر التي لم تتجاوز العشرة فقد بُنيت اطاراتها وبراويزهها وأقواسها من الحجارة ببراعة هندسية ملحوظة وكانت الأخشاب قد حفرت بمهارة واخلاص وتفانٍ لجعل البيئة ومنازلها تبدو في صورة رائعة كروعة هواء الطائف ونسيمه وبهجته وصفائه".

## مواد البناء
- النوره.
- الحجر.
- البطحاء.
- خشب الزان.
- خشب العرعر.[6]

## انظر ايضاً
- قصر شبرا (الطائف)
- بيت الكاتب

## وصلات خارجية
- قصور الطائف.. سكن الملوك وشواهد العمارة والتاريخ
- «قصور الطائف الأثرية» شواهد تاريخية لا تنسى